# Limonium laetum
Limonium laetum är en triftväxtart som först beskrevs av Carl Fredrik Nyman, och fick sitt nu gällande namn av Sandro Alessandro Pignatti. Limonium laetum ingår i släktet rispar, och familjen triftväxter. Inga underarter finns listade i Catalogue of Life.